# 切畑村
切畑村（きりはたむら）は、大分県南海部郡にあった村。現在の佐伯市の一部にあたる。

## 地理
提内川の流域と、同川が本流番匠川と合流する地域に位置していた。

## 歴史
- 1889年（明治26年）4月1日、町村制の施行により、南海部郡江良村、門田村、細田村、提内村、平井村が合併して村制施行し、切畑村が発足[1][2]。旧村名を継承した江良、門田、細田、提内、平井の5大字を編成[2]。
- 1956年（昭和31年）2月1日、南海部郡明治村、上野村と合併し、昭和村を新設して廃止された[1][2]。

## 産業
- 農業、木炭、紙、竹細工[2]

## 交通

### 鉄道
- 1920年（大正9年）国有鉄道豊州本線（現日豊本線）開通[2]